# Satureja
Satureja је род ароматичних и лековитих биљака из фамилије уснатица Lamiaceae који обухвата око 30 врста. Центар распростртањења рода је Медитеран а најпознатије врсте у Србији су чубар, планински чубар и ртањски чај.

## Опис рода
Врсте рода Satureja су углавном ароматичне једногодишње биљке или полужбунови узаних, ланцетастих наспрамних листова. Цветови су груписани у дихазијуме, звонастих чашица и двоуснатих круница. 

## Одабране врсте
Всрте рода Satureja присутне у централном делу Балканског полуострва:
- Satureja hortensis – чубар
- Satureja visianii
- Satureja fukarekii
- Satureja kitaibelii - ртањски чај
- Satureja montana – планински чубар, вријесак (ртањски чај)
- Satureja subspicata
- Satureja cuneifolia
- Satureja adamovicii
- Satureja horvatii